# Те пожелаха смъртта ми
„Те пожелаха смъртта ми“ (на английски: Those Who Wish Me Dead) е американска екшън драма от 2021 година на режисьора Тейлър Шеридан по сценарий на Майкъл Корита, Чарлс Левит и Шеридан, адаптиран от едноименния роман на Корита. Във филма участват Анджелина Джоли, Фин Литъл, Никълъс Холт, Ейдън Гилън, Джейк Уебър, Медина Сенгхор и Джон Бърнтол.
Премиерата на „Те пожелаха смъртта ми“ в САЩ е на 14 май 2021 г. от Уорнър Брос Пикчърс.

## Актьорски състав
- Анджелина Джоли – Хана
- Фин Литъл – Конър
- Джон Бърнтол – Итън
- Ейдън Гилън – Джак
- Никълъс Холт – Патрик
- Джейк Уебър – Оуен
- Медина Сенгхор – Алисън
- Тайлър Пери – Артър
- Джеймс Джордан – Бен
- Тори Китълс – Райън
- Алекс Уейджънман – Момче 1

## Продукция
През януари 2019 г. става ясно, че Анджелина Джоли ще участва във филма, а Тейлър Шеридан ще бъде сценарист и режисьор. През април Никълъс Холт, Тайлър Пери, Джон Бърнтол и Ейдън Гилън се включват към актьорския състав. Снимките започват през май 2019 г. в Ню Мексико и приключват през юли 2019 г..

## Премиера
През май 2019 г. става ясно, че Уорнър Брос Пикчърс са придобили правата за разпространение на филма. Световната премиера на филма е в Южна Корея на 5 май 2021 г. Пуснат е в САЩ на 14 май 2021 г. Като част от плановете си за филмите през 2021 година „Уорнър Брос“ стриймват филма в платформата Ейч Би О Макс за период от един месец, след което е премахнат до пускането му на видео. Филмът е добавен отново в „Ейч Би О Макс“ на 30 септември 2021 г.

## Приходи
Към 21 юни 2021 г. приходите на „Те пожелаха смъртта ми“ възлизат на 7,3 милиона долара в САЩ и Канада и 16,1 милиона долара в останалия свят.